# Kościół Matki Boskiej Fatimskiej w Opolu-Grudzicach
Kościół Matki Boskiej Fatimskiej – rzymskokatolicki kościół parafialny położony przy ulicy Gustawa Morcinka 5 w Opolu-Grudzicach. Kościół należy do Parafii Matki Boskiej Fatimskiej w Opolu-Grudzicach w dekanacie Opole, diecezji opolskiej.

## Historia kościoła
W okresie międzywojennym, wraz z rozwojem Grudzic, zrodził się pomysł budowy kościoła. Zbiórka funduszy na budowę świątyni rozpoczęła się w 1928 roku. W 1933 roku, po dojściu Hitlera do władzy, wstrzymało budowę kościoła. Po zakończeniu II wojny światowej rozpoczęto ponowne starania o budowę kościoła. W 1948 roku, zawiązano wśród mieszkańców Grudzic, komitet budowy świątyni. W kwietniu 1948 roku przedstawiciele komitetu przedstawili projekt budowy kościoła proboszczowi macierzystej wówczas Parafii św. Katarzyny w Opolu-Groszowicach – księdzu Franciszkowi Haase. Później projekt budowy został przedstawiony w Kurii Biskupiej w Opolu. W tym czasie komitet rozpoczął dalszą zbiórkę funduszy na budowę. 27 lipca 1957 roku otrzymano zezwolenie ówczesnych władz samorządowych na rozpoczęcie budowy kościoła. W 1959 roku zakończono budowę świątyni, która otrzymała wezwanie Matki Boskiej Fatimskiej.